# Đường lên đỉnh Olympia năm thứ 13
Đường lên đỉnh Olympia năm thứ 13, thường được gọi tắt là Olympia 13 hay O13 là năm thứ 13 của cuộc thi Đường lên đỉnh Olympia dành cho học sinh trung học phổ thông do Đài Truyền hình Việt Nam tổ chức. Cuộc thi năm thứ 13 được phát sóng trên kênh VTV3 từ ngày 1 tháng 7 năm 2012 và kết thúc với trận chung kết được truyền hình trực tiếp vào ngày 30 tháng 6 năm 2013.
Nhà vô địch của năm thứ 13 là Hoàng Thế Anh đến từ Trường Trung học phổ thông chuyên Bắc Giang, Bắc Giang.

## Luật chơi

### Khởi động
Trong vòng 1 phút, mỗi thí sinh khởi động với tối đa 12 câu hỏi thuộc các lĩnh vực: Toán, Lý, Hóa, Sinh, Văn, Sử, Địa, Thể thao, Nghệ thuật, Lĩnh vực khác, Tiếng Anh. Mỗi câu trả lời đúng được 10 điểm, trả lời sai không bị trừ điểm.

### Vượt chướng ngại vật
Có 4 từ hàng ngang, cũng là 4 gợi ý liên quan đến một chướng ngại vật mà các thí sinh phải đi tìm. Có 1 bức tranh (là một gợi ý quan trọng liên quan đến chướng ngại vật)  được chia làm 5 phần: 4 góc tương đương với 4 từ hàng ngang và một ô trung tâm. Ô trung tâm cũng là một câu hỏi, mở được ô này sẽ mở được phần quan trọng nhất của bức tranh.
Mỗi thí sinh có 1 lượt lựa chọn trả lời một trong các từ hàng ngang này. Cả bốn thí sinh cùng trả lời câu hỏi bằng máy tính trong thời gian 15 giây. Trả lời đúng mỗi từ hàng ngang, thí sinh được 10 điểm. Ngoài việc mở được từ hàng ngang nếu trả lời đúng, một góc của hình ảnh được đánh số tương ứng với từ hàng ngang cũng được mở ra.
Thí sinh có thể bấm chuông trả lời chướng ngại vật bất cứ lúc nào. Trả lời đúng chướng ngại vật trong vòng 2 từ hàng ngang đầu tiên được 80 điểm, trong vòng 2 từ hàng ngang còn lại được 40 điểm.
Sau 4 từ hàng ngang, câu hỏi thứ 5 sẽ hiện ra ở phần trung tâm của bức tranh. Đáp án của câu hỏi này là gợi ý cuối cùng của chương trình. Trả lời đúng câu hỏi thứ 5 này, thí sinh được 10 điểm. Nếu trả lời đúng chướng ngại vật sau câu hỏi thứ 5, thí sinh được 20 điểm. Nếu trả lời sai chướng ngại vật, thí sinh sẽ bị loại khỏi phần chơi này.

### Tăng tốc
Có 4 câu hỏi, mỗi câu các thí sinh có 30 giây để trả lời bằng máy tính. Thí sinh trả lời đúng và nhanh nhất được 40 điểm, đúng và nhanh thứ 2 được 30 điểm, đúng và nhanh thứ 3 được 20 điểm, đúng và nhanh thứ 4 được 10 điểm.
3 loại câu hỏi được sử dụng trong phần thi này:
- 1 câu hỏi IQ (câu số 1): Các dạng câu hỏi ở dạng này rất rộng, bao gồm tìm số khác trong dãy số, tìm hình khác nhất so với các hình đã cho, tìm quy luật để điền hình đúng, giải mật mã,...
- 1 câu hỏi sắp xếp hình ảnh (câu số 3): Một bức ảnh được chia ra làm 6 phần đánh số từ 1 tới 6. Thí sinh phải sắp xếp các bức hình đã được cắt nhỏ theo thứ tự từ trái sang phải và từ trên xuống dưới. Đây là năm đầu tiên dạng câu hỏi sắp xếp được đưa vào chương trình.
- 2 câu hỏi dữ kiện (câu số 2 và 4): Các bức ảnh, dữ kiện được đưa ra theo thứ tự ngày càng chi tiết. Bằng các gợi ý này, thí sinh phải trả lời các câu hỏi như: "Đây là ai", "Đây là địa danh nào", "Đây là loài vật nào",...

### Về đích
Có 3 gói câu hỏi với các mức 40, 60, 80 điểm để thí sinh lựa chọn. Trong đó gói 40 điểm gồm 4 câu hỏi 10 điểm, gói 60 điểm gồm 2 câu hỏi 10 điểm và 2 câu hỏi 20 điểm, gói 80 điểm gồm 1 câu hỏi 10 điểm, 2 câu hỏi 20 điểm và 1 câu hỏi 30 điểm. Thời gian suy nghĩ và trả lời của câu 10 điểm là 10 giây, câu 20 điểm là 15 giây, câu 30 điểm là 20 giây.
Thí sinh đang trả lời gói câu hỏi của mình phải đưa ra câu trả lời trong thời gian quy định của chương trình. Nếu không trả lời được câu hỏi thì các thí sinh còn lại có 5 giây để bấm chuông giành quyền trả lời. Trả lời đúng được cộng thêm số điểm của câu hỏi từ thí sinh đang thi, trả lời sai sẽ bị trừ nửa số điểm của câu hỏi.
Thí sinh có quyền được đặt ngôi sao hy vọng một lần trước bất kỳ câu hỏi nào. Trả lời đúng được gấp đôi số điểm, trả lời sai bị trừ đi đúng số điểm của câu hỏi đặt ngôi sao hy vọng.

## Các số phát sóng
| Chung kết năm | Chung kết năm         | Tổng kết | Tổng kết                                                     |
| ------------- | --------------------- | -------- | ------------------------------------------------------------ |
| Quý 1         | Hoàng Thế Anh         | Vô địch  | Hoàng Thế Anh THPT Chuyên Bắc Giang, Bắc Giang               |
| Quý 2         | Vũ Hoàng Sơn          | Vô địch  | Hoàng Thế Anh THPT Chuyên Bắc Giang, Bắc Giang               |
| Quý 3         | Đào Nguyễn Thạnh Hưng | Kỷ lục   | Phạm Triều Dương - 390 điểm THPT Chuyên Thái Bình, Thái Bình |
| Quý 4         | Nguyễn Văn Nam        | Kỷ lục   | Phạm Triều Dương - 390 điểm THPT Chuyên Thái Bình, Thái Bình |

| Màu sắc sử dụng trong các bảng kết quả                  |
| ------------------------------------------------------- |
| Thí sinh đạt giải nhất và trực tiếp lọt vào vòng trong  |
| Thí sinh lọt vào vòng trong nhờ có số điểm nhì cao nhất |
| Thí sinh Vô địch cuộc thi Chung kết Năm                 |

### Quý 1

#### Trận 1: Tuần 1 - Tháng 1 - Quý 1
Phát sóng: 13 giờ ngày 1 tháng 7 năm 2012
| Họ và tên thí sinh   | Trường                            | Khởi động | VCNV | Tăng tốc | Về đích | Tổng điểm |
| -------------------- | --------------------------------- | --------- | ---- | -------- | ------- | --------- |
| Nguyễn Phi Uyên Vy   | THPT Chơn Thành, Bình Phước       | 20        | 30   | 60       | 10      | 120       |
| Phan Thị Phương Thảo | THPT Trần Phú - Hoàn Kiếm, Hà Nội | 50        | 60   | 130      | 40      | 280       |
| Nguyễn Huy Hoàng     | THPT Chuyên Thái Bình, Thái Bình  | 10        | 30   | 40       | 20      | 100       |
| Phạm Việt Thắng      | THPT Tiên Lãng, Hải Phòng         | 50        | 20   | 100      | 40      | 210       |

#### Trận 2: Tuần 2 - Tháng 1 - Quý 1
Phát sóng: 13 giờ ngày 8 tháng 7 năm 2012
| Họ và tên thí sinh | Trường                                 | Khởi động | VCNV | Tăng tốc | Về đích | Tổng điểm |
| ------------------ | -------------------------------------- | --------- | ---- | -------- | ------- | --------- |
| Lê Đình Tư         | THPT Phan Châu Trinh, Đà Nẵng          | 40        | 0    | 50       | 25      | 115       |
| Lê Hoàng Nam       | THPT Chuyên Hà Nội - Amsterdam, Hà Nội | 20        | 30   | 120      | 5       | 175       |
| Nguyễn Tuấn Dũng   | THPT Bắc Sơn, Thái Nguyên              | 60        | 10   | 100      | 15      | 185       |
| Nguyễn Mạnh Đức    | THPT Cẩm Phả, Quảng Ninh               | 30        | 70   | 80       | 25      | 205       |

#### Trận 3: Tuần 3 - Tháng 1 - Quý 1
Phát sóng: 13 giờ ngày 15 tháng 7 năm 2012
| Họ và tên thí sinh  | Trường                           | Khởi động | VCNV | Tăng tốc | Về đích | Tổng điểm |
| ------------------- | -------------------------------- | --------- | ---- | -------- | ------- | --------- |
| Vũ Thị Hồng         | THPT Nam Thái Sơn, Kiên Giang    | 50        | 20   | 60       | 0       | 130       |
| Nguyễn Hoàng Hải Âu | THPT Thủ Đức, TP. Hồ Chí Minh    | 40        | 10   | 70       | -5      | 115       |
| Trần Tuấn Anh       | THPT Tĩnh Gia 2, Thanh Hoá       | 40        | 30   | 40       | -5      | 105       |
| Nguyễn Đình Lộc     | THPT Chuyên Vĩnh Phúc, Vĩnh Phúc | 50        | 30   | 30       | 40      | 150       |

#### Trận 4: Tháng 1 - Quý 1
Phát sóng: 13 giờ ngày 22 tháng 7 năm 2012
| Họ và tên thí sinh   | Trường                            | Khởi động | VCNV | Tăng tốc | Về đích | Tổng điểm |
| -------------------- | --------------------------------- | --------- | ---- | -------- | ------- | --------- |
| Nguyễn Đình Lộc      | THPT Chuyên Vĩnh Phúc, Vĩnh Phúc  | 50        | 10   | 20       | 90      | 170       |
| Phan Thị Phương Thảo | THPT Trần Phú - Hoàn Kiếm, Hà Nội | 30        | 10   | 70       | -30     | 80        |
| Phạm Việt Thắng      | THPT Tiên Lãng, Hải Phòng         | 60        | 90   | 60       | 30      | 240       |
| Nguyễn Mạnh Đức      | THPT Cẩm Phả, Quảng Ninh          | 70        | 0    | 80       | 50      | 200       |

#### Trận 5: Tuần 1 - Tháng 2 - Quý 1
Phát sóng: 13 giờ ngày 29 tháng 7 năm 2012
| Họ và tên thí sinh  | Trường                            | Khởi động | VCNV | Tăng tốc | Về đích | Tổng điểm |
| ------------------- | --------------------------------- | --------- | ---- | -------- | ------- | --------- |
| Phạm Hoàng Anh      | THPT Lương Thế Vinh, Hà Nội       | 30        | 0    | 80       | -30     | 80        |
| Trần Lê Hoài Thương | THPT Vĩnh Linh, Quảng Trị         | 60        | 80   | 30       | 30      | 200       |
| Lê Minh Nhựt        | THPT Chuyên Vị Thanh, Hậu Giang   | 40        | 10   | 20       | -20     | 50        |
| Đỗ Thị Thuý Hạnh    | THPT Nguyễn Bỉnh Khiêm, Hải Phòng | 50        | 0    | 40       | 20      | 110       |

#### Trận 6: Tuần 2 - Tháng 2 - Quý 1
Phát sóng: 13 giờ ngày 5 tháng 8 năm 2012
| Họ và tên thí sinh       | Trường                                             | Khởi động | VCNV | Tăng tốc | Về đích | Tổng điểm |
| ------------------------ | -------------------------------------------------- | --------- | ---- | -------- | ------- | --------- |
| Đào Đức Tú               | THPT Chuyên Khoa học Tự nhiên, ĐHQG Hà Nội, Hà Nội | 90        | 90   | 100      | 0       | 280       |
| Phạm Trọng Nghĩa         | THPT Đông Sơn 1, Thanh Hoá                         | 50        | 10   | 80       | -50     | 90        |
| Trần Lê Ngọc Thảo        | THPT Phan Đăng Lưu, TP. Huế                        | 30        | 10   | 30       | 50      | 120       |
| Nguyễn Thị Thanh Kim Huệ | THPT Đức Hoà, Long An                              | 30        | 0    | 60       | 40      | 130       |

#### Trận 7: Tuần 3 - Tháng 2 - Quý 1
Phát sóng: 13 giờ ngày 12 tháng 8 năm 2012
| Họ và tên thí sinh | Trường                           | Khởi động | VCNV | Tăng tốc | Về đích | Tổng điểm |
| ------------------ | -------------------------------- | --------- | ---- | -------- | ------- | --------- |
| Nguyễn Văn Phước   | THPT Krông Ana, Đắk Lắk          | 50        | 10   | 90       | 15      | 165       |
| Hoàng Thế Anh      | THPT Chuyên Bắc Giang, Bắc Giang | 40        | 80   | 50       | 45      | 215       |
| Vũ Xuân Hoà        | THPT Kim Sơn A, Ninh Bình        | 20        | 0    | 150      | 30      | 200       |
| Lê Sơn Đại         | THPT số 1 An Nhơn, Bình Định     | 30        | 10   | 0        | -20     | 20        |

#### Trận 8: Tháng 2 - Quý 1
Phát sóng: 13 giờ ngày 19 tháng 8 năm 2012
| Họ và tên thí sinh  | Trường                                             | Khởi động | VCNV | Tăng tốc | Về đích | Tổng điểm |
| ------------------- | -------------------------------------------------- | --------- | ---- | -------- | ------- | --------- |
| Hoàng Thế Anh       | THPT Chuyên Bắc Giang, Bắc Giang                   | 60        | 80   | 10       | 50      | 200       |
| Trần Lê Hoài Thương | THPT Vĩnh Linh, Quảng Trị                          | 50        | 10   | 60       | 20      | 140       |
| Đào Đức Tú          | THPT Chuyên Khoa học Tự nhiên, ĐHQG Hà Nội, Hà Nội | 70        | 10   | 70       | -15     | 135       |
| Vũ Xuân Hoà         | THPT Kim Sơn A, Ninh Bình                          | 70        | 10   | 40       | 65      | 185       |

#### Trận 9: Tuần 1 - Tháng 3 - Quý 1
Phát sóng: 13 giờ ngày 26 tháng 8 năm 2012
| Họ và tên thí sinh | Trường                                             | Khởi động | VCNV | Tăng tốc | Về đích | Tổng điểm |
| ------------------ | -------------------------------------------------- | --------- | ---- | -------- | ------- | --------- |
| Thái Tùng Dương    | THPT Chuyên Khoa học Tự nhiên, ĐHQG Hà Nội, Hà Nội | 40        | 0    | 120      | 65      | 225       |
| Nguyễn Thảo Quyên  | THPT Chuyên Nguyễn Du, Đắk Lắk                     | 50        | 0    | 50       | 0       | 100       |
| Huỳnh Diễm Thuý    | THPT Quang Trung, Bình Định                        | 60        | 0    | 20       | 30      | 110       |
| Dương Quế Lâm      | THPT Uông Bí, Quảng Ninh                           | 60        | 80   | 60       | 50      | 250       |

#### Trận 10: Tuần 2 - Tháng 3 - Quý 1
Phát sóng: 13 giờ ngày 2 tháng 9 năm 2012
| Họ và tên thí sinh  | Trường                          | Khởi động | VCNV | Tăng tốc | Về đích | Tổng điểm |
| ------------------- | ------------------------------- | --------- | ---- | -------- | ------- | --------- |
| Phạm Nguyễn Nhật Hà | THPT Bách Việt, TP. Hồ Chí Minh | 50        | 0    | 40       | -70     | 20        |
| Nguyễn Bảo Long     | THPT Kim Liên, Hà Nội           | 30        | 0    | 60       | 45      | 135       |
| Đoàn Duy Tùng       | THPT Chu Văn An, Thái Nguyên    | 60        | 10   | 150      | 40      | 260       |
| Nguyễn Thị Thái Hải | THPT Chuyên Lê Quý Đôn, Đà Nẵng | 30        | 70   | 80       | 50      | 230       |

#### Trận 11: Tuần 3 - Tháng 3 - Quý 1
Phát sóng: 13 giờ ngày 9 tháng 9 năm 2012
| Họ và tên thí sinh    | Trường                      | Khởi động | VCNV | Tăng tốc | Về đích | Tổng điểm |
| --------------------- | --------------------------- | --------- | ---- | -------- | ------- | --------- |
| Nguyễn Thị Hồng Nhung | THPT Nhân Chính, Hà Nội     | 50        | 30   | 100      | 20      | 200       |
| Bùi Anh Kiệt          | THPT Kon Tum, Kon Tum       | 100       | 30   | 150      | 5       | 285       |
| Trần Phương Thảo      | THPT Hải Đảo, Quảng Ninh    | 0         | 20   | 10       | -20     | 10        |
| Nguyễn Hà Phương      | THPT Ngô Sỹ Liên, Bắc Giang | 10        | 40   | 70       | 30      | 150       |

#### Trận 12: Tháng 3 - Quý 1
Phát sóng: 13 giờ ngày 16 tháng 9 năm 2012
| Họ và tên thí sinh  | Trường                          | Khởi động | VCNV | Tăng tốc | Về đích | Tổng điểm |
| ------------------- | ------------------------------- | --------- | ---- | -------- | ------- | --------- |
| Đoàn Duy Tùng       | THPT Chu Văn An, Thái Nguyên    | 40        | 90   | 40       | -30     | 140       |
| Dương Quế Lâm       | THPT Uông Bí, Quảng Ninh        | 50        | 10   | 140      | 25      | 225       |
| Nguyễn Thị Thái Hải | THPT Chuyên Lê Quý Đôn, Đà Nẵng | 40        | 0    | 60       | 35      | 135       |
| Bùi Anh Kiệt        | THPT Kon Tum, Kon Tum           | 70        | 0    | 70       | 0       | 140       |

#### Trận 13: Quý 1
| Họ và tên thí sinh | Trường                           | Khởi động | VCNV | Tăng tốc | Về đích | Tổng điểm |
| ------------------ | -------------------------------- | --------- | ---- | -------- | ------- | --------- |
| Dương Quế Lâm      | THPT Uông Bí, Quảng Ninh         | 10        | 0    | 40       | -50     | 0         |
| Phạm Việt Thắng    | THPT Tiên Lãng, Hải Phòng        | 50        | 0    | 40       | 30      | 120       |
| Hoàng Thế Anh      | THPT Chuyên Bắc Giang, Bắc Giang | 50        | 80   | 70       | 10      | 210       |
| Nguyễn Mạnh Đức    | THPT Cẩm Phả, Quảng Ninh         | 60        | 0    | 90       | 35      | 185       |

### Quý 2

#### Trận 14: Tuần 1 - Tháng 1 - Quý 2
Phát sóng: 13 giờ ngày 30 tháng 9 năm 2012
| Họ và tên thí sinh   | Trường                            | Khởi động | VCNV | Tăng tốc | Về đích | Tổng điểm |
| -------------------- | --------------------------------- | --------- | ---- | -------- | ------- | --------- |
| Phạm Thị Phương Thảo | THPT Núi Thành, Quảng Nam         | 60        | 90   | 80       | -20     | 210       |
| Phạm Tuân            | THPT Nông Cống 4, Thanh Hoá       | 40        | 0    | 50       | -10     | 80        |
| Phạm Văn Chính       | THPT Hoài Đức A, Hà Nội           | 60        | 0    | 100      | 50      | 210       |
| Kiều Quang Tuấn      | THPT Chuyên Lê Quý Đôn, Khánh Hoà | 50        | 0    | 70       | 125     | 245       |

#### Trận 15: Tuần 2  - Tháng 1 - Quý 2
Phát sóng: 13 giờ ngày 7 tháng 10 năm 2012
| Họ và tên thí sinh    | Trường                           | Khởi động | VCNV | Tăng tốc | Về đích | Tổng điểm |
| --------------------- | -------------------------------- | --------- | ---- | -------- | ------- | --------- |
| Huỳnh Thị Trâm Anh    | THPT Chuyên Lê Khiết, Quảng Ngãi | 30        | 10   | 100      | -65     | 75        |
| Nguyễn Thị Kim Ngân   | THPT Đức Linh, Bình Thuận        | 80        | 10   | 90       | 85      | 265       |
| Nguyễn Phú Thanh Tùng | THPT Sơn Tây, Hà Nội             | 30        | 90   | 90       | 30      | 240       |
| Mai Công Hoan         | THPT Hoàng Hoa Thám, Quảng Ninh  | 40        | 10   | 80       | 30      | 160       |

- Khách mời biểu diễn: Bảo Trâm Idol, Ngân Khánh.

#### Trận 16: Tuần 3 - Tháng 1 - Quý 2
Phát sóng: 13 giờ ngày 14 tháng 10 năm 2012
| Họ và tên thí sinh  | Trường                                | Khởi động | VCNV | Tăng tốc | Về đích | Tổng điểm |
| ------------------- | ------------------------------------- | --------- | ---- | -------- | ------- | --------- |
| Đỗ Quỳnh Nga        | THPT Phạm Hồng Thái, Hà Nội           | 40        | 20   | 100      | 20      | 180       |
| Chung Thị Thanh Hân | THPT Chợ Gạo, Tiền Giang              | 70        | 10   | 80       | -25     | 135       |
| Ngô Anh Tuấn        | PT Dân tộc Nội trú Hà Giang, Hà Giang | 50        | 0    | 30       | -10     | 70        |
| Nguyễn Huy Hoàng    | THPT Chuyên Trần Phú, Hải Phòng       | 80        | 70   | 80       | 30      | 260       |

#### Trận 17: Tháng 1 - Quý 2
Phát sóng: 13 giờ ngày 21 tháng 10 năm 2012
| Họ và tên thí sinh    | Trường                            | Khởi động | VCNV | Tăng tốc | Về đích | Tổng điểm |
| --------------------- | --------------------------------- | --------- | ---- | -------- | ------- | --------- |
| Nguyễn Phú Thanh Tùng | THPT Sơn Tây, Hà Nội              | 40        | 10   | 90       | -30     | 110       |
| Nguyễn Huy Hoàng      | THPT Chuyên Trần Phú, Hải Phòng   | 40        | 20   | 100      | 5       | 165       |
| Kiều Quang Tuấn       | THPT Chuyên Lê Quý Đôn, Khánh Hoà | 70        | 0    | 60       | 50      | 180       |
| Nguyễn Thị Kim Ngân   | THPT Đức Linh, Bình Thuận         | 60        | 40   | 50       | -50     | 100       |

#### Trận 18: Tuần 1 - Tháng 2 - Quý 2
Phát sóng: 13 giờ ngày 28 tháng 10 năm 2012
| Họ và tên thí sinh   | Trường                                     | Khởi động | VCNV | Tăng tốc | Về đích | Tổng điểm |
| -------------------- | ------------------------------------------ | --------- | ---- | -------- | ------- | --------- |
| Nguyễn Ngọc Lê       | THPT Lê Lợi, Thanh Hoá                     | 50        | 20   | 80       | -10     | 140       |
| Bùi Trần Văn         | THPT Tây Hồ, Hà Nội                        | 30        | 10   | 110      | -30     | 120       |
| Nguyễn Thị Ngọc Diệp | THPT Việt Yên số 1, Bắc Giang              | 30        | 100  | 70       | 20      | 220       |
| Hồ Vũ Minh Điền      | THPT Chuyên Lê Hồng Phong, TP. Hồ Chí Minh | 90        | 10   | 80       | -55     | 125       |

#### Trận 19: Tuần 2 - Tháng 2 - Quý 2
Phát sóng: 13 giờ ngày 4 tháng 11 năm 2012
| Họ và tên thí sinh | Trường                                             | Khởi động | VCNV | Tăng tốc | Về đích | Tổng điểm |
| ------------------ | -------------------------------------------------- | --------- | ---- | -------- | ------- | --------- |
| Dương Quốc Trung   | THPT Bảo Lâm, Lâm Đồng                             | 70        | 50   | 120      | 0       | 240       |
| Nguyễn Tiến Đạt    | THPT Khâm Đức, Quảng Nam                           | 50        | 10   | 70       | 20      | 150       |
| Vũ Hoàng Sơn       | THPT Chuyên Khoa học Tự nhiên, ĐHQG Hà Nội, Hà Nội | 60        | 10   | 100      | 50      | 220       |
| Nguyễn Duy Khánh   | THCS & THPT Hai Bà Trưng, Vĩnh Phúc                | 30        | 10   | 50       | 75      | 165       |

#### Trận 20: Tuần 3 - Tháng 2 - Quý 2
Phát sóng: 13 giờ ngày 11 tháng 11 năm 2012
Ghi chú: Số phát sóng đầu tiên của MC phụ Trung Nghĩa và thí sinh Phạm Triều Dương xác lập kỷ lục của năm 13 với 390 điểm.
| Họ và tên thí sinh    | Trường                           | Khởi động | VCNV | Tăng tốc | Về đích | Tổng điểm |
| --------------------- | -------------------------------- | --------- | ---- | -------- | ------- | --------- |
| Bùi Mỹ Linh           | THPT Lý Thái Tổ, Hà Nội          | 40        | 0    | 20       | 0       | 60        |
| Hoàng Văn Chân        | THPT Diễn Châu 2, Nghệ An        | 40        | 0    | 50       | -25     | 65        |
| Hoàng Thị Huyền Trinh | THPT Xuân Lộc, Đồng Nai          | 30        | 10   | 70       | 80      | 190       |
| Phạm Triều Dương      | THPT Chuyên Thái Bình, Thái Bình | 90        | 90   | 150      | 60      | 390       |

#### Trận 21: Tháng 2 - Quý 2
Phát sóng: 13 giờ ngày 18 tháng 11 năm 2012
| Họ và tên thí sinh   | Trường                                             | Khởi động | VCNV | Tăng tốc | Về đích | Tổng điểm |
| -------------------- | -------------------------------------------------- | --------- | ---- | -------- | ------- | --------- |
| Nguyễn Thị Ngọc Diệp | THPT Việt Yên số 1, Bắc Giang                      | 0         | 10   | 40       | 40      | 90        |
| Dương Quốc Trung     | THPT Bảo Lâm, Lâm Đồng                             | 30        | 0    | 90       | 70      | 190       |
| Vũ Hoàng Sơn         | THPT Chuyên Khoa học Tự nhiên, ĐHQG Hà Nội, Hà Nội | 60        | 0    | 120      | 80      | 260       |
| Phạm Triều Dương     | THPT Chuyên Thái Bình, Thái Bình                   | 50        | 90   | 80       | -40     | 180       |

#### Trận 22: Tuần 1 - Tháng 3 - Quý 2
Phát sóng: 13 giờ ngày 25 tháng 11 năm 2012
| Họ và tên thí sinh     | Trường                             | Khởi động | VCNV | Tăng tốc | Về đích | Tổng điểm |
| ---------------------- | ---------------------------------- | --------- | ---- | -------- | ------- | --------- |
| Nguyễn Thị Lan Oanh    | THPT Minh Hà, Quảng Ninh           | 60        | 10   | 50       | -20     | 100       |
| Mai Xuân Bắc           | THPT Krông Nô, Đắk Nông            | 50        | 0    | 90       | 45      | 185       |
| Nguyễn Thị Phương Thuý | THPT Chuyên Hùng Vương, Bình Dương | 30        | 0    | 70       | -20     | 80        |
| Nguyễn Trần Minh Hoàng | THPT Trần Phú - Hoàn Kiếm, Hà Nội  | 50        | 90   | 130      | 70      | 340       |

#### Trận 23: Tuần 2 - Tháng 3 - Quý 2
Phát sóng: 13 giờ ngày 2 tháng 12 năm 2012
| Họ và tên thí sinh | Trường                                      | Khởi động | VCNV | Tăng tốc | Về đích | Tổng điểm |
| ------------------ | ------------------------------------------- | --------- | ---- | -------- | ------- | --------- |
| Nguyễn Thế Việt    | THPT Lê Thánh Tông, Gia Lai                 | 40        | 30   | 120      | 60      | 250       |
| Hoàng Phương Hoa   | THPT Chuyên Hà Nội - Amsterdam, Hà Nội      | 40        | 50   | 60       | -40     | 110       |
| Hồ Đăng Quang      | THPT Lê Quý Đôn, Quảng Bình                 | 50        | 10   | 100      | 50      | 210       |
| Hứa Thị Lượng      | PT Dân tộc Nội trú Thái Nguyên, Thái Nguyên | 40        | 20   | 80       | -20     | 120       |

#### Trận 24: Tuần 3 - Tháng 3 - Quý 2
Phát sóng: 13 giờ ngày 9 tháng 12 năm 2012
| Họ và tên thí sinh    | Trường                           | Khởi động | VCNV | Tăng tốc | Về đích | Tổng điểm |
| --------------------- | -------------------------------- | --------- | ---- | -------- | ------- | --------- |
| Bùi Kim Anh           | THPT Lương Thế Vinh, Hà Nội      | 20        | 100  | 140      | 0       | 260       |
| Vũ Thu Giang          | THPT Thảo Nguyên, Sơn La         | 40        | 10   | 30       | -50     | 30        |
| Lê Cương              | THPT Quảng Xương 2, Thanh Hoá    | 40        | 20   | 20       | 110     | 190       |
| Huỳnh Nguyễn Hoài Bão | THPT Chuyên Lý Tự Trọng, Cần Thơ | 90        | 20   | 140      | 20      | 270       |

#### Trận 25: Tháng 3 - Quý 2
Phát sóng: 13 giờ ngày 16 tháng 12 năm 2012
| Họ và tên thí sinh     | Trường                            | Khởi động | VCNV | Tăng tốc | Về đích | Tổng điểm |
| ---------------------- | --------------------------------- | --------- | ---- | -------- | ------- | --------- |
| Nguyễn Thế Việt        | THPT Lê Thánh Tông, Gia Lai       | 40        | 10   | 130      | 25      | 205       |
| Bùi Kim Anh            | THPT Lương Thế Vinh, Hà Nội       | 30        | 10   | 40       | -40     | 40        |
| Huỳnh Nguyễn Hoài Bão  | THPT Chuyên Lý Tự Trọng, Cần Thơ  | 40        | 80   | 60       | 15      | 195       |
| Nguyễn Trần Minh Hoàng | THPT Trần Phú - Hoàn Kiếm, Hà Nội | 20        | 40   | 90       | 10      | 160       |

#### Trận 26: Quý 2
| Họ và tên thí sinh    | Trường                                             | Khởi động | VCNV | Tăng tốc | Về đích | Tổng điểm |
| --------------------- | -------------------------------------------------- | --------- | ---- | -------- | ------- | --------- |
| Nguyễn Thế Việt       | THPT Lê Thánh Tông, Gia Lai                        | 30        | 0    | 20       | -20     | 30        |
| Kiều Quang Tuấn       | THPT Chuyên Lê Quý Đôn, Khánh Hoà                  | 60        | 0    | 80       | -10     | 130       |
| Huỳnh Nguyễn Hoài Bão | THPT Chuyên Lý Tự Trọng, Cần Thơ                   | 30        | 10   | 40       | 130     | 210       |
| Vũ Hoàng Sơn          | THPT Chuyên Khoa học Tự nhiên, ĐHQG Hà Nội, Hà Nội | 20        | 80   | 140      | 0       | 240       |

### Quý 3

#### Trận 27: Tuần 1 - Tháng 1 - Quý 3
Phát sóng: 13 giờ ngày 30 tháng 12 năm 2012
| Họ và tên thí sinh | Trường                         | Khởi động | VCNV | Tăng tốc | Về đích | Tổng điểm |
| ------------------ | ------------------------------ | --------- | ---- | -------- | ------- | --------- |
| Nguyễn Thị Tươi    | THPT Vân Tảo, Hà Nội           | 60        | 0    | 60       | 0       | 120       |
| Nghiêm Xuân Hợi    | THPT Hiệp Hoà số 2, Bắc Giang  | 40        | 10   | 70       | 5       | 125       |
| Nguyễn Văn Huân    | THPT Chuyên Hưng Yên, Hưng Yên | 60        | 90   | 100      | 60      | 310       |
| Hoàng Thị Cảnh     | THPT Lý Tự Trọng, Đắk Lắk      | 50        | 0    | 50       | 50      | 150       |

#### Trận 28: Tuần 2 - Tháng 1 - Quý 3
Phát sóng: 13 giờ ngày 6 tháng 1 năm 2013

| Họ và tên thí sinh | Trường                           | Khởi động | VCNV | Tăng tốc | Về đích | Tổng điểm |
| ------------------ | -------------------------------- | --------- | ---- | -------- | ------- | --------- |
| Hoàng Minh Nhựt    | THPT Hùng Vương, TP. Hồ Chí Minh | 70        | 30   | 20       | 40      | 160       |
| Nguyễn Thị Nhung   | THPT Vân Nội, Hà Nội             | 80        | 10   | 0        | 20      | 110       |
| Lê Ngọc Huyền Nga  | THPT An Dương, Hải Phòng         | 70        | 10   | 110      | 30      | 220       |
| Ngô Tuấn Nghĩa     | THPT Chuyên Cao Bằng, Cao Bằng   | 50        | 20   | 100      | 0       | 170       |

#### Trận 29: Tuần 3 - Tháng 1 - Quý 3
Phát sóng: 13 giờ ngày 13 tháng 1 năm 2013
| Họ và tên thí sinh | Trường                           | Khởi động | VCNV | Tăng tốc | Về đích | Tổng điểm |
| ------------------ | -------------------------------- | --------- | ---- | -------- | ------- | --------- |
| Đỗ Quang Nam       | THPT Phùng Khắc Khoan, Hà Nội    | 30        | 0    | 40       | 90      | 160       |
| Nguyễn Thị Hà      | THPT A Duy Tiên, Hà Nam          | 20        | 0    | 80       | -10     | 90        |
| Lê Đỗ Minh Ngọc    | THPT Ngô Gia Tự, Khánh Hoà       | 40        | 10   | 80       | 15      | 145       |
| Nguyễn Đức Trí     | THPT Chuyên Chu Văn An, Lạng Sơn | 30        | 90   | 90       | 50      | 260       |

#### Trận 30: Tháng 1 - Quý 3
Phát sóng: 13 giờ ngày 20 tháng 1 năm 2013
| Họ và tên thí sinh | Trường                           | Khởi động | VCNV | Tăng tốc | Về đích | Tổng điểm |
| ------------------ | -------------------------------- | --------- | ---- | -------- | ------- | --------- |
| Nguyễn Đức Trí     | THPT Chuyên Chu Văn An, Lạng Sơn | 40        | 90   | 80       | -30     | 180       |
| Ngô Tuấn Nghĩa     | THPT Chuyên Cao Bằng, Cao Bằng   | 30        | 10   | 70       | 40      | 150       |
| Lê Ngọc Huyền Nga  | THPT An Dương, Hải Phòng         | 10        | 10   | 80       | 40      | 140       |
| Nguyễn Văn Huân    | THPT Chuyên Hưng Yên, Hưng Yên   | 50        | 10   | 80       | 30      | 170       |

#### Trận 31: Tuần 1 - Tháng 2 - Quý 3
Phát sóng: 13 giờ ngày 27 tháng 1 năm 2013
| Họ và tên thí sinh | Trường                          | Khởi động | VCNV | Tăng tốc | Về đích | Tổng điểm |
| ------------------ | ------------------------------- | --------- | ---- | -------- | ------- | --------- |
| Trương Hoàng Chinh | THPT Ngô Văn Cấn, Bến Tre       | 50        | 0    | 0        | 20      | 70        |
| Nguyễn Công Hoàng  | THPT Chuyên Hạ Long, Quảng Ninh | 60        | 50   | 70       | 80      | 260       |
| Đinh Công Minh     | THPT Phạm Hồng Thái, Hà Nội     | 80        | 10   | 20       | -45     | 65        |
| Nguyễn Đình Hoà    | THPT Hai Bà Trưng, TP. Huế      | 80        | 10   | 120      | 10      | 220       |

#### Trận 32: Tuần 2 - Tháng 2 - Quý 3
Phát sóng: 13 giờ ngày 3 tháng 2 năm 2013
| Họ và tên thí sinh | Trường                                     | Khởi động | VCNV | Tăng tốc | Về đích | Tổng điểm |
| ------------------ | ------------------------------------------ | --------- | ---- | -------- | ------- | --------- |
| Nguyễn Thị Hường   | THPT Bình Sơn, Vĩnh Phúc                   | 90        | 50   | 90       | 20      | 250       |
| Hồ Văn Diên        | THPT Thái Lão, Nghệ An                     | 50        | 0    | 80       | 50      | 180       |
| Lê Việt Hà         | THPT Chuyên Đại học Sư phạm Hà Nội, Hà Nội | 80        | 10   | 90       | 10      | 190       |
| Bạch Ngọc Hiệp     | THPT Lâm Hà, Lâm Đồng                      | 50        | 10   | 110      | 60      | 230       |

#### Trận 33: Tuần 3 - Tháng 2 - Quý 3
Phát sóng: 13 giờ ngày 10 tháng 2 năm 2013
| Họ và tên thí sinh | Trường                          | Khởi động | VCNV | Tăng tốc | Về đích | Tổng điểm |
| ------------------ | ------------------------------- | --------- | ---- | -------- | ------- | --------- |
| Đào Huy Hoàng      | THPT Uông Bí, Quảng Ninh        | 40        | 10   | 40       | -5      | 85        |
| Trương Kiều Trinh  | THPT Chuyên Hùng Vương, Gia Lai | 40        | 50   | 110      | 20      | 220       |
| Phạm Thanh Hải     | THPT Thái Phúc, Thái Bình       | 20        | 10   | 30       | -35     | 25        |
| Nguyễn Hương Giang | THPT Kim Anh, Hà Nội            | 50        | 10   | 60       | 25      | 145       |

#### Trận 34: Tháng 2 - Quý 3
Phát sóng: 13 giờ ngày 17 tháng 2 năm 2013
| Họ và tên thí sinh | Trường                          | Khởi động | VCNV | Tăng tốc | Về đích | Tổng điểm |
| ------------------ | ------------------------------- | --------- | ---- | -------- | ------- | --------- |
| Nguyễn Công Hoàng  | THPT Chuyên Hạ Long, Quảng Ninh | 70        | 10   | 70       | -15     | 135       |
| Trương Kiều Trinh  | THPT Chuyên Hùng Vương, Gia Lai | 60        | 100  | 120      | 10      | 290       |
| Bạch Ngọc Hiệp     | THPT Lâm Hà, Lâm Đồng           | 20        | 20   | 140      | 50      | 230       |
| Nguyễn Thị Hường   | THPT Bình Sơn, Vĩnh Phúc        | 30        | 10   | 50       | -30     | 60        |

#### Trận 35: Tuần 1 - Tháng 3 - Quý 3
Phát sóng: 13 giờ ngày 24 tháng 2 năm 2013
Ghi chú: Số phát sóng đầu tiên của MC phụ dẫn Ngọc Huy.
| Họ và tên thí sinh    | Trường                                | Khởi động | VCNV | Tăng tốc | Về đích | Tổng điểm |
| --------------------- | ------------------------------------- | --------- | ---- | -------- | ------- | --------- |
| Nguyễn Ngọc Chiến     | THPT Hoa Lư A, Ninh Bình              | 20        | 10   | 40       | 15      | 85        |
| Phạm Anh Đức          | THPT Kim Liên, Hà Nội                 | 50        | 10   | 80       | 5       | 145       |
| Nguyễn Quốc Duy Khanh | THPT Chuyên Trần Hưng Đạo, Bình Thuận | 60        | 10   | 70       | 20      | 160       |
| Nguyễn Đức Dương      | THPT Lạng Giang số 1, Bắc Giang       | 40        | 60   | 30       | 60      | 190       |

#### Trận 36: Tuần 2 - Tháng 3 - Quý 3
Phát sóng: 13 giờ ngày 3 tháng 3 năm 2013
| Họ và tên thí sinh | Trường                           | Khởi động | VCNV | Tăng tốc | Về đích | Tổng điểm |
| ------------------ | -------------------------------- | --------- | ---- | -------- | ------- | --------- |
| Nguyễn Xuân Trường | THPT Chuyên Nguyễn Huệ, Hà Nội   | 50        | 10   | 40       | 10      | 110       |
| Trịnh Hoa Thơm     | THPT Vũng Tàu, Bà Rịa - Vũng Tàu | 20        | 20   | 10       | 10      | 60        |
| Nguyễn Nam Anh     | THPT Triệu Sơn, Thanh Hoá        | 80        | 20   | 100      | 60      | 260       |
| Đào Thị Mỹ Linh    | THPT Lê Hồng Phong, Thái Nguyên  | 40        | 40   | 30       | 70      | 180       |

#### Trận 37: Tuần 3 - Tháng 3 - Quý 3
Phát sóng: 13 giờ ngày 10 tháng 3 năm 2013
| Họ và tên thí sinh       | Trường                                               | Khởi động | VCNV | Tăng tốc | Về đích | Tổng điểm |
| ------------------------ | ---------------------------------------------------- | --------- | ---- | -------- | ------- | --------- |
| Nguyễn Trần Trung Nguyên | THPT Nguyễn Duy Hiệu, Quảng Nam                      | 50        | 0    | 50       | -20     | 80        |
| Tô Thị Mai               | THPT Lý Thường Kiệt, Hải Phòng                       | 20        | 10   | 50       | -20     | 60        |
| Hồ Ngọc Quỳnh            | THPT Tây Hồ, Hà Nội                                  | 50        | 60   | 130      | -5      | 235       |
| Đào Nguyễn Thạnh Hưng    | PT Năng khiếu, ĐHQG TP. Hồ Chí Minh, TP. Hồ Chí Minh | 80        | 10   | 140      | 100     | 330       |

#### Trận 38: Tháng 3 - Quý 3
Phát sóng: 13 giờ ngày 17 tháng 3 năm 2013
| Họ và tên thí sinh    | Trường                                               | Khởi động | VCNV | Tăng tốc | Về đích | Tổng điểm |
| --------------------- | ---------------------------------------------------- | --------- | ---- | -------- | ------- | --------- |
| Hồ Ngọc Quỳnh         | THPT Tây Hồ, Hà Nội                                  | 30        | 60   | 50       | -10     | 130       |
| Đào Nguyễn Thạnh Hưng | PT Năng khiếu, ĐHQG TP. Hồ Chí Minh, TP. Hồ Chí Minh | 70        | 20   | 120      | 70      | 280       |
| Nguyễn Nam Anh        | THPT Triệu Sơn, Thanh Hoá                            | 10        | 20   | 30       | 0       | 60        |
| Nguyễn Đức Dương      | THPT Lạng Giang số 1, Bắc Giang                      | 40        | 20   | 0        | -5      | 55        |

#### Trận 39: Quý 3
| Họ và tên thí sinh    | Trường                                               | Khởi động | VCNV | Tăng tốc | Về đích | Tổng điểm |
| --------------------- | ---------------------------------------------------- | --------- | ---- | -------- | ------- | --------- |
| Nguyễn Đức Trí        | THPT Chuyên Chu Văn An, Lạng Sơn                     | 10        | 80   | 100      | 20      | 210       |
| Đào Nguyễn Thạnh Hưng | PT Năng khiếu, ĐHQG TP. Hồ Chí Minh, TP. Hồ Chí Minh | 80        | 0    | 120      | 55      | 255       |
| Bạch Ngọc Hiệp        | THPT Lâm Hà, Lâm Đồng                                | 10        | 10   | 60       | 10      | 90        |
| Trương Kiều Trinh     | THPT Chuyên Hùng Vương, Gia Lai                      | 60        | 0    | 110      | 5       | 175       |

### Quý 4

#### Trận 40: Tuần 1 - Tháng 1 - Quý 4
Phát sóng: 13 giờ ngày 31 tháng 3 năm 2013
| Họ và tên thí sinh | Trường                                 | Khởi động | VCNV | Tăng tốc | Về đích | Tổng điểm |
| ------------------ | -------------------------------------- | --------- | ---- | -------- | ------- | --------- |
| Trịnh Thanh Nhàn   | THPT Vĩnh Lộc, Thanh Hoá               | 50        | 10   | 30       | -50     | 40        |
| Bùi Việt Đức       | THPT Hoàng Văn Thụ, Quảng Ninh         | 60        | 10   | 40       | -10     | 100       |
| Nguyễn Thị Mỹ Lệ   | THPT Vĩnh Cửu, Đồng Nai                | 60        | 20   | 20       | 20      | 120       |
| Nguyễn Đức Phong   | THPT Chuyên Hà Nội - Amsterdam, Hà Nội | 50        | 10   | 90       | 70      | 220       |

#### Trận 41: Tuần 2 - Tháng 1 - Quý 4
Phát sóng: 13 giờ ngày 7 tháng 4 năm 2013
| Họ và tên thí sinh  | Trường                                   | Khởi động | VCNV | Tăng tốc | Về đích | Tổng điểm |
| ------------------- | ---------------------------------------- | --------- | ---- | -------- | ------- | --------- |
| Nguyễn Thị Dương    | THPT Trần Cao Vân, Quảng Nam             | 30        | 10   | 140      | 20      | 200       |
| Nguyễn Hoàng Phi    | THPT Sóc Sơn, Hà Nội                     | 30        | 0    | 50       | -45     | 35        |
| Huỳnh Mai Phương    | THPT Nguyễn Thượng Hiền, TP. Hồ Chí Minh | 60        | 0    | 60       | 25      | 145       |
| Trần Quốc Tiến Dũng | THPT Chuyên Quốc học, TP. Huế            | 60        | 50   | 60       | 35      | 205       |

#### Trận 42: Tuần 3 - Tháng 1 - Quý 4
Phát sóng: 13 giờ ngày 14 tháng 4 năm 2013
| Họ và tên thí sinh | Trường                             | Khởi động | VCNV | Tăng tốc | Về đích | Tổng điểm |
| ------------------ | ---------------------------------- | --------- | ---- | -------- | ------- | --------- |
| Cao Minh Châu      | THPT Thốt Nốt, Cần Thơ             | 20        | 0    | 40       | 10      | 70        |
| Đỗ Thị Hiền        | THPT Tân Trào, Tuyên Quang         | 40        | 0    | 40       | 50      | 130       |
| Nguyễn Châu Tân    | THPT Chuyên Lê Quý Đôn, Ninh Thuận | 50        | 90   | 80       | 50      | 270       |
| Nguyễn Thái Uy     | THPT Trần Phú - Hoàn Kiếm, Hà Nội  | 30        | 0    | 30       | 50      | 110       |

#### Trận 43: Tháng 1 - Quý 4
Phát sóng: 13 giờ ngày 21 tháng 4 năm 2013
| Họ và tên thí sinh  | Trường                                 | Khởi động | VCNV | Tăng tốc | Về đích | Tổng điểm |
| ------------------- | -------------------------------------- | --------- | ---- | -------- | ------- | --------- |
| Trần Quốc Tiến Dũng | THPT Chuyên Quốc học, TP. Huế          | 60        | 90   | 150      | 20      | 320       |
| Nguyễn Thị Dương    | THPT Trần Cao Vân, Quảng Nam           | 70        | 10   | 110      | 5       | 195       |
| Nguyễn Đức Phong    | THPT Chuyên Hà Nội - Amsterdam, Hà Nội | 50        | 10   | 40       | 80      | 180       |
| Nguyễn Châu Tân     | THPT Chuyên Lê Quý Đôn, Ninh Thuận     | 50        | 0    | 80       | 5       | 135       |

#### Trận 44: Tuần 1 - Tháng 2 - Quý 4
Phát sóng: 13 giờ ngày 28 tháng 4 năm 2013
| Họ và tên thí sinh   | Trường                         | Khởi động | VCNV | Tăng tốc | Về đích | Tổng điểm |
| -------------------- | ------------------------------ | --------- | ---- | -------- | ------- | --------- |
| Hoàng Thị Thanh      | THPT Lắk, Đắk Lắk              | 40        | 0    | 30       | -10     | 60        |
| Vũ Minh Hoàng        | THPT Tây Tiền Hải, Thái Bình   | 40        | 10   | 70       | -10     | 110       |
| Trương Quang Hội     | THPT số 3 An Nhơn, Bình Định   | 30        | 90   | 70       | 0       | 190       |
| Nguyễn Thị Thu Quyên | THPT Chuyên Nguyễn Huệ, Hà Nội | 60        | 10   | 100      | 40      | 210       |

#### Trận 45: Tuần 2 - Tháng 2 - Quý 4
Phát sóng: 13 giờ ngày 5 tháng 5 năm 2013
| Họ và tên thí sinh | Trường                               | Khởi động | VCNV | Tăng tốc | Về đích | Tổng điểm |
| ------------------ | ------------------------------------ | --------- | ---- | -------- | ------- | --------- |
| Lê Minh Phát       | THPT Bắc Bình, Bình Thuận            | 10        | 40   | 90       | 10      | 150       |
| Trịnh Quốc Khánh   | THPT Nguyễn Hữu Cầu, TP. Hồ Chí Minh | 40        | 0    | 80       | -20     | 100       |
| Đặng Quang Trung   | THPT Chuyên Hạ Long, Quảng Ninh      | 60        | 10   | 40       | 40      | 150       |
| Cù Thị Thu         | THPT Bạch Đằng, Hải Phòng            | 40        | 0    | 50       | -10     | 80        |

#### Trận 46: Tuần 3 - Tháng 2 - Quý 4
Phát sóng: 13 giờ ngày 12 tháng 5 năm 2013
| Họ và tên thí sinh | Trường                                     | Khởi động | VCNV | Tăng tốc | Về đích | Tổng điểm |
| ------------------ | ------------------------------------------ | --------- | ---- | -------- | ------- | --------- |
| Nguyễn Văn Nam     | THPT Phan Đăng Lưu, Nghệ An                | 70        | 10   | 100      | 70      | 250       |
| Vũ Quốc Việt       | THPT Chuyên Lương Văn Chánh, Phú Yên       | 50        | 10   | 60       | 90      | 210       |
| Đỗ Huyền Trang     | THPT Chuyên Đại học Sư phạm Hà Nội, Hà Nội | 50        | 60   | 100      | 10      | 220       |
| Lê Thị Anh Thư     | THPT Châu Thành, Bà Rịa - Vũng Tàu         | 30        | 10   | 140      | 30      | 210       |

#### Trận 47: Tháng 2 - Quý 4
Phát sóng: 13 giờ ngày 19 tháng 5 năm 2013
| Họ và tên thí sinh   | Trường                                     | Khởi động | VCNV | Tăng tốc | Về đích | Tổng điểm |
| -------------------- | ------------------------------------------ | --------- | ---- | -------- | ------- | --------- |
| Nguyễn Thị Thu Quyên | THPT Chuyên Nguyễn Huệ, Hà Nội             | 60        | 0    | 80       | 10      | 150       |
| Đỗ Huyền Trang       | THPT Chuyên Đại học Sư phạm Hà Nội, Hà Nội | 50        | 0    | 60       | 75      | 185       |
| Đặng Quang Trung     | THPT Chuyên Hạ Long, Quảng Ninh            | 30        | 10   | 80       | 10      | 130       |
| Nguyễn Văn Nam       | THPT Phan Đăng Lưu, Nghệ An                | 50        | 80   | 80       | 0       | 210       |

#### Trận 48: Tuần 1 - Tháng 3 - Quý 4
Phát sóng: 13 giờ ngày 26 tháng 5 năm 2013
| Họ và tên thí sinh       | Trường                           | Khởi động | VCNV | Tăng tốc | Về đích | Tổng điểm |
| ------------------------ | -------------------------------- | --------- | ---- | -------- | ------- | --------- |
| Lê Khoa Nguyên           | THPT Chuyên Lý Tự Trọng, Cần Thơ | 50        | 80   | 10       | 35      | 175       |
| Nguyễn Đặng Trường Khánh | THPT Krông Nô, Đắk Nông          | 60        | 0    | 20       | 15      | 95        |
| Bùi Thị Thuý Anh         | THPT Chuyên Hưng Yên, Hưng Yên   | 90        | 10   | 80       | 60      | 240       |
| Nguyễn Hoàng Nam         | THPT Hà Trung, Thanh Hoá         | 40        | 0    | 60       | -10     | 90        |

#### Trận 49: Tuần 2 - Tháng 3 - Quý 4
Phát sóng: 13 giờ ngày 2 tháng 6 năm 2013
| Họ và tên thí sinh   | Trường                       | Khởi động | VCNV | Tăng tốc | Về đích | Tổng điểm |
| -------------------- | ---------------------------- | --------- | ---- | -------- | ------- | --------- |
| Lê Thị Thanh Thanh   | THPT Lý Sơn, Quảng Ngãi      | 30        | 20   | 30       | -20     | 60        |
| Nguyễn Hoàng Phúc    | THPT Kon Tum, Kon Tum        | 30        | 20   | 90       | -20     | 120       |
| Lê Hoàng Vinh        | THPT Chuyên Bến Tre, Bến Tre | 60        | 40   | 150      | 90      | 340       |
| Nguyễn Thị Minh Khuê | THPT Đan Phượng, Hà Nội      | 70        | 20   | 90       | 0       | 180       |

#### Trận 50: Tuần 3 - Tháng 3 - Quý 4
Phát sóng: 13 giờ ngày 9 tháng 6 năm 2013
| Họ và tên thí sinh    | Trường                                   | Khởi động | VCNV | Tăng tốc | Về đích | Tổng điểm |
| --------------------- | ---------------------------------------- | --------- | ---- | -------- | ------- | --------- |
| Nguyễn Minh Hoàng Anh | THPT Chuyên Hà Nội - Amsterdam, Hà Nội   | 80        | 0    | 50       | 95      | 225       |
| Phan Nguyễn Thu Sương | THPT Chuyên Nguyễn Bỉnh Khiêm, Quảng Nam | 70        | 0    | 40       | 20      | 130       |
| Nguyễn Quốc Việt      | THPT Ngô Quyền, Đồng Nai                 | 30        | 0    | 90       | -10     | 110       |
| Võ Khánh Dư           | THPT Chợ Gạo, Tiền Giang                 | 60        | 80   | 60       | 40      | 240       |

#### Trận 51: Tháng 3 - Quý 4
Phát sóng: 13 giờ ngày 16 tháng 6 năm 2013
| Họ và tên thí sinh    | Trường                                 | Khởi động | VCNV | Tăng tốc | Về đích | Tổng điểm |
| --------------------- | -------------------------------------- | --------- | ---- | -------- | ------- | --------- |
| Lê Hoàng Vinh         | THPT Chuyên Bến Tre, Bến Tre           | 70        | 90   | 40       | -30     | 170       |
| Võ Khánh Dư           | THPT Chợ Gạo, Tiền Giang               | 60        | 10   | 40       | -40     | 70        |
| Nguyễn Minh Hoàng Anh | THPT Chuyên Hà Nội - Amsterdam, Hà Nội | 70        | 10   | 130      | 70      | 280       |
| Bùi Thị Thuý Anh      | THPT Chuyên Hưng Yên, Hưng Yên         | 50        | 10   | 120      | 50      | 230       |

#### Trận 52: Quý 4
| Họ và tên thí sinh    | Trường                                 | Khởi động | VCNV | Tăng tốc | Về đích | Tổng điểm |
| --------------------- | -------------------------------------- | --------- | ---- | -------- | ------- | --------- |
| Nguyễn Minh Hoàng Anh | THPT Chuyên Hà Nội - Amsterdam, Hà Nội | 60        | 30   | 40       | 105     | 235       |
| Nguyễn Văn Nam        | THPT Phan Đăng Lưu, Nghệ An            | 50        | 60   | 80       | 90      | 280       |
| Bùi Thị Thuý Anh      | THPT Chuyên Hưng Yên, Hưng Yên         | 50        | 10   | 70       | -30     | 100       |
| Trần Quốc Tiến Dũng   | THPT Chuyên Quốc học, TP. Huế          | 70        | 20   | 140      | 10      | 240       |

- Đây là số phát sóng cuối cùng của MC Việt Khuê tại Đường lên đỉnh Olympia, cũng là lần cuối cùng trường quay S9 (nay là S15) được sử dụng cho cuộc thi

### Trận 53: Chung kết năm
| Họ và tên thí sinh    | Trường                                               | Khởi động | VCNV | Tăng tốc | Về đích | Tổng điểm |
| --------------------- | ---------------------------------------------------- | --------- | ---- | -------- | ------- | --------- |
| Đào Nguyễn Thạnh Hưng | Pt Năng khiếu, ĐHQG TP. Hồ Chí Minh, TP. Hồ Chí Minh | 70        | 10   | 90       | 15      | 185       |
| Vũ Hoàng Sơn          | THPT Chuyên Khoa học Tự nhiên, ĐHQG Hà Nội, Hà Nội   | 60        | 10   | 50       | -20     | 100       |
| Nguyễn Văn Nam        | THPT Phan Đăng Lưu, Nghệ An                          | 50        | 10   | 40       | -15     | 85        |
| Hoàng Thế Anh         | THPT Chuyên Bắc Giang, Bắc Giang                     | 70        | 90   | 150      | -25     | 285       |

- Dẫn chương trình tại các điểm cầu: Dương Hồng Phúc (điểm cầu Thành phố Hồ Chí Minh), Nguyễn Diệp Chi (điểm cầu Hà Nội), Trần Hồng Ngọc (điểm cầu Bắc Giang), Hoàng Trung Nghĩa (điểm cầu Nghệ An).
- Đây là số phát sóng cuối cùng của MC Khắc Cường tại Đường lên đỉnh Olympia, cũng là lần đầu tiên trường quay S14 được sử dụng cho cuộc thi.

## Tổng kết
Dưới đây là thống kê số thí sinh của các tỉnh, thành đã tham gia chương trình. Số liệu được lấy từ thống kê các số phát sóng phía trên.
| Địa phương        | Tổng | Tuần | Tháng | Quý | Năm |
| ----------------- | ---- | ---- | ----- | --- | --- |
| An Giang          | 1    | 1    |       |     |     |
| Bà Rịa – Vũng Tàu | 2    | 2    |       |     |     |
| Bắc Giang         | 5    | 2    | 2     |     | 1   |
| Bến Tre           | 2    | 1    | 1     |     |     |
| Bình Dương        | 1    | 1    |       |     |     |
| Bình Định         | 3    | 2    | 1     |     |     |
| Bình Phước        | 2    | 2    |       |     |     |
| Bình Thuận        | 3    | 2    | 1     |     |     |
| Cao Bằng          | 1    |      | 1     |     |     |
| Cần Thơ           | 3    | 2    |       | 1   |     |
| Đà Nẵng           | 2    | 1    | 1     |     |     |
| Đắk Lắk           | 5    | 5    |       |     |     |
| Đắk Nông          | 2    | 2    |       |     |     |
| Đồng Nai          | 3    | 3    |       |     |     |
| Gia Lai           | 2    |      |       | 2   |     |
| Hà Giang          | 1    | 1    |       |     |     |
| Hà Nam            | 1    | 1    |       |     |     |
| Hà Nội            | 32   | 21   | 9     | 1   | 1   |
| Hải Phòng         | 6    | 3    | 2     | 1   |     |
| Hậu Giang         | 1    | 1    |       |     |     |
| TP.Hồ Chí Minh    | 7    | 6    |       |     | 1   |
| Hưng Yên          | 2    |      | 1     | 1   |     |
| Khánh Hòa         | 2    | 1    |       | 1   |     |
| Kiên Giang        | 1    | 1    |       |     |     |
| Kon Tum           | 2    | 1    | 1     |     |     |
| Lạng Sơn          | 1    |      | 1     |     |     |
| Lâm Đồng          | 2    |      | 1     | 1   |     |
| Long An           | 1    | 1    |       |     |     |
| Nghệ An           | 3    | 2    |       |     | 1   |
| Ninh Bình         | 2    | 1    | 1     |     |     |
| Ninh Thuận        | 1    | 1    |       |     |     |
| Phú Yên           | 1    | 1    |       |     |     |
| Quảng Bình        | 1    | 1    |       |     |     |
| Quảng Nam         | 6    | 6    |       |     |     |
| Quảng Ngãi        | 2    | 2    |       |     |     |
| Quảng Ninh        | 8    | 4    | 2     | 2   |     |
| Quảng Trị         | 1    |      | 1     |     |     |
| Sơn La            | 1    | 1    |       |     |     |
| Thái Bình         | 4    | 3    | 1     |     |     |
| Thái Nguyên       | 4    | 3    | 1     |     |     |
| Thanh Hóa         | 8    | 7    | 1     |     |     |
| TP. Huế           | 3    | 2    |       | 1   |     |
| Tiền Giang        | 2    | 1    | 1     |     |     |
| Tuyên Quang       | 1    | 1    |       |     |     |
| Vĩnh Phúc         | 3    | 1    | 2     |     |     |